# معركة مسينة
معركة مسينة هي أول اشتباك عسكري بين الجُمهوريَّة الرُّومانيَّة وقرطاج. مُمثِّلةً بداية الحرب البونيقية الأولى. بعد النجاحات الأخيرة في جنوب إيطاليا، أصبحت صقلية في تلك الفترة ذات أهمية إستراتيجية لروما.